# Lambana palliola
Lambana palliola är en fjärilsart som beskrevs av Dyar 1914. Lambana palliola ingår i släktet Lambana och familjen nattflyn. Inga underarter finns listade i Catalogue of Life.